# Oakville (Ontario)
Oakville [ˈoʊ̯kˌvɪl] ist eine kanadische Stadt westlich von Toronto und Mississauga in der Provinz Ontario mit 193.832 Einwohnern auf einer Fläche von 138,89 km². 2011 betrug die Einwohnerzahl 182.520.
Die Besiedlung durch britische Einwanderer begann 1807 an der ursprünglichen Militärroute Dundas Street und dem Ufer des Lake Ontario.

## Wirtschaft
Oakville ist kanadischer Firmensitz der Fast-Food-Ketten Tim Hortons, Teriyaki Experience und Wendy’s. Einer der wichtigsten Arbeitgeber ist die Ford Motor Company of Canada. In Oakville werden die Modelle Flex, Edge SE / SEL / SEL AWD / LIMITED / SEL SPORT und die Lincoln MKX, Lincoln MKT gebaut.
Ebenfalls seinen Hauptsitz hat dort das Dienstleistungsunternehmen Shred-it. Außerdem befindet sich dort ein Auslieferungszentrum des deutschen Unternehmens Orafol. Der kanadische Ableger firmiert unter dem Namen ORAFOL Canada Inc.

## Söhne und Töchter der Stadt
- Brock Chisholm (1896–1971), Psychiater und der erste Generaldirektor der Weltgesundheitsorganisation (WHO)
- John Ross (1931–2022), Leichtathlet
- Bill Gairdner (1940–2024), Leichtathlet und Unternehmer
- Vic Hadfield (* 1940), Eishockeyspieler
- David Young (* 1946), Schriftsteller
- Ian Crichton (* 1956), Gitarrist (Gitarrist der Rockband Saga)
- Jamie Hickox (* 1964), britisch-kanadischer Squashspieler
- Greg Smyth (1966–2018), Eishockeyspieler und -trainer
- Rob Zamuner (* 1969), Eishockeyspieler
- Sean Morley (* 1971), Profiwrestler
- Trevor Meier (* 1973), schweizerisch-kanadischer Eishockeyspieler
- Eric Cairns (* 1974), Eishockeyspieler und -funktionär
- Lindy Booth (* 1979), Schauspielerin
- Joshua Close (* 1981), Schauspieler
- Velimir Radinović (* 1981), Basketballspieler
- Adam van Koeverden (* 1982), Kanute
- Rob Hisey (* 1984), Eishockeyspieler
- Kyle Wilson (* 1984), Eishockeyspieler
- James Hinchcliffe (* 1986), Rennfahrer
- Evan McGrath (* 1986), Eishockeystürmer
- David McIntyre (* 1987), Eishockeyspieler
- Jeff Batchelor (* 1988), Snowboarder
- Stefan Legein (* 1988), Eishockeyspieler
- Steve Mason (* 1988), Eishockeytorwart
- Sean McMonagle (* 1988), Eishockeyspieler
- Cody Goloubef (* 1989), Eishockeyspieler
- Kyle Bekker (* 1990), Fußballspieler
- Adam DiMarco (* 1990), Schauspieler und Sänger
- Patrick Duffy (* 1991), Shorttracker
- Brianne Jenner (* 1991), Eishockeynationalspielerin
- Scott Wilson (* 1992), Eishockeyspieler
- Paige Culver (* 1994), Fußballspielerin
- Scott Laughton (* 1994), Eishockeyspieler
- Alex Riche (* 1996), Eishockeyspieler
- Matt Luff (* 1997), Eishockeyspieler
- Niamh Wilson (* 1997), Schauspielerin
- Evan Bouchard (* 1999), Eishockeyspieler
- Daniel Jebbison (* 2003), kanadisch-englischer Fußballspieler
- Madeline Schizas (* 2003), Eiskunstläuferin
- Michael Leonard (* 2004), Radrennfahrer